# 鬼弒訊
《鬼弒訊》（英語：Host）是一部由羅布·薩瓦吉執導的2020年英國電腦螢幕超自然恐怖片。《鬼弒訊》发生在Zoom上進行視訊对话的錄影，以電腦螢幕電影的形式呈現。由海莉·畢曉普、潔瑪·摩爾、艾瑪·路易絲·韋博、菈汀娜·德蘭多瓦和卡洛琳·沃德主演，讲述一群朋友試圖逃離在降神会期間無意中產生的致命超自然力量的故事。
在薩瓦吉以《鬼弒訊》少数演员为主角的恶作剧短剧在社交媒体上疯传后，他将这一概念发展成一部长片，在COVID-19大流行期间，直接在Zoom軟體上拍摄了12周。演员和工作人员各自设置了自己的摄像机、灯光和特技。
《鬼弒訊》是一部獨立電影，於2020年7月30日通過Shudder獨家發行。獲得了影評人的大部分正面評價，他們稱讚了影片的社交焦慮主題、突發驚嚇以及集體表演的化學反應。在評論聚合網站爛番茄上的評分高達99%，並被時代雜誌列入“今年夏天你可能錯過的17部偉大電影”的名單。

## 剧情
2020年7月30日，当英国处于COVID-19大流行封锁状态时，一群朋友（海莉、潔瑪、艾瑪、卡洛琳、菈汀娜和泰迪）决定每周举行一次Zoom通話，以保持联系。在本周的通话中，海莉聘请了一位灵媒賽蘭，带领他们舉行虚拟降神会。泰迪被他的女友吉妮强迫离开聊天室，吉妮无意中切断了他的联系。在通灵过程中，其中一个成员潔瑪声称在她的脖子上感到强烈的壓力。她被恐惧所笼罩，说有一个叫“傑克”的人和她在一起，这个朋友在她的学校上吊自杀了。賽蘭的网络被切断了，使她与聊天室断开了联系。在这期间，潔瑪告诉大家，“傑克”是她编造的，因为大家都沉默不言变得很尴尬，这让海莉很生气。其他人开始经历奇怪可怕的现象：海莉的椅子被一种看不见的力量拉动，卡洛琳在她的阁楼上看到一具懸吊的尸体，而艾瑪的玻璃自发破碎。海莉用她的宝丽来相机拍了一张她的客厅的照片，在照片上出现了一个幽灵般的懸吊的身影。
当她们惊慌失措时，海莉设法与賽蘭取得了联系，并告诉她所发生的一切；确实有一个鬼魂与她们在一起，但它并不友好。賽蘭相信了，她解释说潔瑪的恶作剧可能让鬼魂或魔鬼进入了我们的世界，趁著降神会期间进入了她們圍成的圈子。賽蘭还告诉她们，这个恶魔般的鬼魂可能是一个图帕，它在潔瑪编造的故事中化身为“傑克”。隨後她开始给她们指示如何结束降神会，在她们试图遵循她的建议关闭圈子之時，鬼魂通过造成更多的现象打断了这一切，賽蘭也再次断开了连接。但她們相信折磨已经结束，便开始离开會議；菈汀娜起身离开房间，没有意识到她男友亞倫的尸体吊在她身后。卡洛琳的脸被砸到了摄像頭上，导致她的笔记本电脑掉落。艾瑪的摄像頭显示她的滤镜出現在客厅里的一个看不见的人身上，这个人突然转过身面对着她，然后她把面粉撒在地板上，显示出鬼魂向她走来的脚印，厨房的橱柜在鬼魂攻击她之前爆裂开来，她躲进了自己的房间。
在男友亞倫的尸体掉在她面前后，菈汀娜试图逃离她的家，但她被拉离门外并被恶魔杀死。卡洛琳在恳求帮助时被杀，恶魔反复将她的脸砸在桌子上。海莉和潔瑪争吵起来，为所发生的事情互相指责，这时海莉被拉到屏幕外并受到攻击。震惊之余，住在海莉拐角处的潔瑪立即离开家，试图帮助她。泰迪随后回到通话中，此时离Zoom会议结束还有10分钟。泰迪还不知道发生了什么，鬼魂突然变成一个可怕的身影袭击了他。惊慌失措的泰迪目睹了吉妮被一种看不见的力量所杀害，然后他自己也被打倒在地，被烧死。艾瑪，现在是唯一还在通话中的人，在房门突然打开后，她害怕地把摄像头转向她房间的门口。她扔出一条毯子，毯子落在无形的鬼魂上，显示出它的轮廓。吓坏了的艾玛打开窗户想逃走，却不小心摔死了。
潔瑪来到海莉的家，通过海莉笔记本电脑上打开的Zoom通话，发现艾玛和泰迪都已经死了。隐形的鬼魂向她的脑袋扔了一个瓶子，橱柜突然打开，她设法找到了躲在书桌下的海莉，两人试图用海莉的宝丽来相机的闪光灯照亮道路来逃离房子。隐形的鬼魂突然出现在闪光中，冲向他们，同时Zoom提示免費會議已經結束。

## 演员
- 海莉·畢曉普（英语：Haley Bishop） 饰 海莉
- 潔瑪·摩爾 饰 潔瑪
- 艾瑪·路易絲·韋博 饰 艾瑪
- 菈汀娜·德蘭多瓦 饰 菈汀娜
- 卡洛琳·沃德 饰 卡洛琳
- 愛德華·利納爾 饰 泰迪
- 賽蘭·巴克斯特 饰 賽蘭
- 吉妮·洛夫圖斯 饰 吉妮
- 亞倫·埃姆里斯 饰 亞倫
- 帕特里克·沃德 饰 卡洛琳的爸爸
- 詹姆斯·斯萬頓 饰 鬼魂（傑克）